# لويس مانويل دياز
لويس مانويل دياز (بالإسبانية: Luis Manuel Díaz) هو لاعب كرة قدم مكسيكي، ولد في 17 مايو 1965 في المكسيك. لعب مع نادي غوادالاخارا.